# Ill Niño
Ill Niño je americká nu metalová hudební skupina z New Jersey, která ve svých písních mísí tvrdé hardcorové a metalové riffy kytar s chytlavou melodií bubnů a perkusí. Specifickým rysem jsou písně, které kombinují anglické a španělské texty. Název skupiny Ill Niño je možné přeložit do češtiny kombinací anglického Ill to jest zlý, špatný či škodlivý a španělského niño, což znamená dítě, chlapeček či Jezulátko.

## Historie
1999

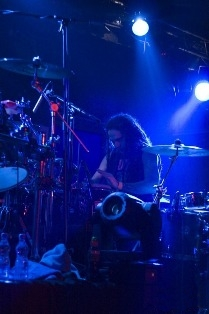
Daniel Braga Soares Couto

Ill Niño (dále IN) vznikli v New Jersey ke konci roku 1999. Na začátku vystupovali pod názvem El Nino. Zakládajícími členy byli Dave Chavarri – v té době již zkušený bubeník, například M.O.D., ProPain, Merauder, Soulfly aj. – a Cris Machado, který měl na starost basu. Ze začátku v kapele zpíval Jorge Rosado. Ten byl však zanedlouho (v roce 2000) nahrazen právě Crisem a mohli jsme ho slyšet jen na několika prvních demonahrávkách. Uvolnilo se tedy místo basáka a to zaplnil Lazaro Pina. Další nástroje obsadili Jardel Paisante – kytara, Marc Rizzo – kytara (konkrétně španělka a hlavní elektrická) a Roger Vasques – perkuse. Nepsaným sedmým členem se stal Omar Clavijo, který má na starosti klávesy, programování etc.
Kapela začala pilně pracovat, hrála po klubech a předskakovala různým skupinám. Od začátku zpívala anglicko-španělsky. Nahrála několik dem, ale žádné vydavatelství nezaujali natolik, aby jim vydalo desku. Sami IN přiznali, že jejich hudbě něco chybí. Rozhodli se hrát úplně nevázaně a to, co cítili. To vedlo k tomu, že se v jejich písních objevilo více latinských rytmů. Hudební projev se stal silnějším.
2000
V roce 2000 natočili demo a to se dostalo do Roadrunner records. Tam ho dostal na starost Mike Gitter a byl uchvácen. Ihned navázal s IN kontakt. Jedné lednové noci roku 2000 se sešel v malém klubu v New Persey s Davem a Crisem. Dave mu začal vykládat o IN a o plánech kapely do budoucna a spolupráce byla na světě.
Nyní jim zbývalo, aby ještě přesvědčili vedení vydavatelství o investici do IN. To díky jejich kvalitám nebyl problém. IN podepsali smlouvu s Roadrunner records. Brzy na to se dostavily první úspěchy. IN začali vystupovat na stále větších akcích a obecenstvu se líbili. O pár týdnů později stál Dave u dveří Gitterovy kanceláře se základem prvního CD.
V roce 2000, ještě před podpisem s Roadrunner, vydali Ill Nino EP, na němž se nachází sedm skladeb a to pod labelem C.I.A. Recordings. Pod hlavičkou Roadrunner nastala tvrdá práce na plnohodnotném CD. Na konci léta 2000 začalo nahrávání alba, které se táhlo téměř rok.
2001

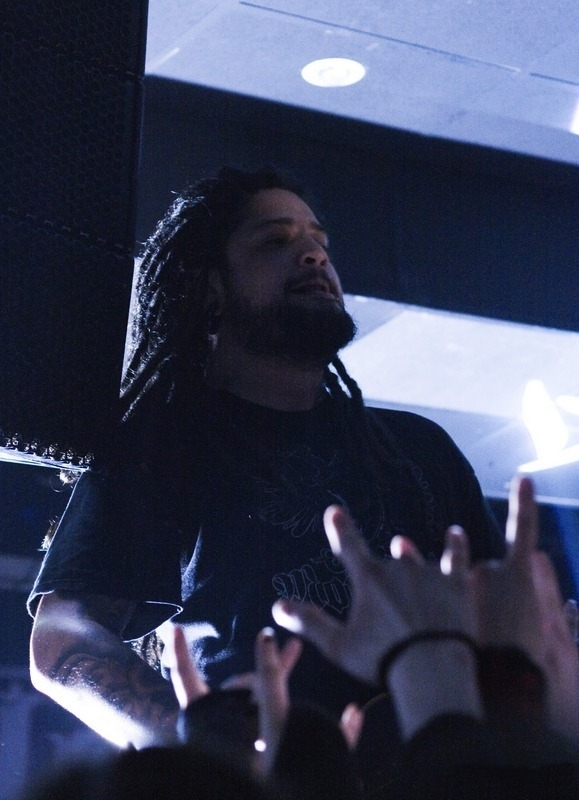
Diego Verduzco

Dne 18. září 2001 konečně vyšla dlouho očekávaná deska s názvem Revolution,Revolución. Album okamžitě sklidilo úspěch. IN však nezaháleli a podpořili desku hned třemi videoklipy. Prvním z nich je video k písni God Save Us, druhým pak What Comes Around a třetici uzavírá klip ke skladbě Unreal.
Během natáčení klipů a intenzivního vystupování (mimo jiné i na slavnén Ozzfestu) pracovali IN i na další desce. Její natáčení bylo méně problematické než u předchozí desky.
2003
V roce 2003 spatřila světlo světa deska druhá, která dostala název Confession. Toto album znamenalo opravdový průlom po celém světě, prodalo se jí přes 500 000 kusů. Zachovalo styl daný prvním albem, ale přineslo hudbu ještě více propracovanější. Prvním singlem z této desky je hitovka How Can I Live, druhým potom skladba This Time’s For Real.
V témže roce však došlo k zásadní události. Skupinu opustil kytarista Marc Rizzo a na jeho místo se dostal Ahrue Luster, který s IN již delší dobu spolupracoval. Kromě kytary došlo ke změně i na perkusích. Odešel Roger Vasques a nahradil ho Danny Couto, stejně jako Ahrue dlouholetý přítel skupiny. Tito noví členové se podíleli již na nahrávání alba Confession.
2004
V roce 2004 vydali IN své dosud jediné DVD s názvem Live From The Eye Of The Storm. Je na něm záznam koncertu z Pensylvánie v USA, kdy byli IN na turné společně s Godsmack. Kromě něj se zde nachází několik bonusů jako například rozhovory s členy nebo fotogalerie. V tomto roce také poctili svou návštěvou ČR, když vystoupili na festivalu Rock for People.
2005

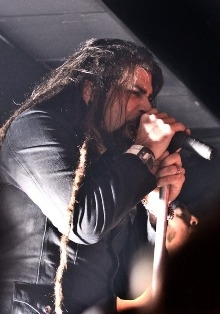
Cristian Machado

Třetí album bylo vydáno roku 2005 a nese název One Nation Underground. Jde zatím o vyvrcholení tvorby Ill Nina. Je zde ještě větší podíl latinských rytmů než na předchozích albech a je více intenzivní. Kromě toho je zřejmě nejhitovější ze všech. Byly k němu natočeny dva klipy. Nejdříve video k What You Deserve, které zaujme kromě skvělého refrénu i svou tematikou. Později klip k písni This is War, která má trošku tvrdší zvuk, přesto nepostrádá chytlavé pasáže.
2006
Tak jako většina kapel v poslední době se i IN rozhodli vydat výběr svých největších hitů a to rok poté, co vyšlo poslední řadové album. Deska pojmenovali jednoduše – The Best Of. Deska obsahuje 5 písní z první desky, 4 skladby z druhé desky a ze třetího alba jsou zde zastoupeny také 4 písně. Deska však do Evropy nebyla uvolněna.
V témž roce se však skupina nepohodla s vydavatelstvím Roadrunner a rozvázala s ním smlouvu. Tu podepsala u Cement Shoes Records – o poznání menšího vydavatelství. Většina fanoušků se začala obávat, že kapela bude méně vidět. Aby zahnali tyto myšlenky, vydali IN již pod novým labelem EP s názvem The Undercover Seasons, na kterém se nachází 5 nových písní.
Kromě řadových desek byly ke každému klipu i při jiných příležitostech vydány singlové desky, na nichž se nacházejí i skladby na albech nevydané.
Na jaře roku 2006 došlo k dosud poslední směně v sestavě kapely. Kvůli rodinným problémům odešel Jardel Paisante a jeho místo kytaristy nahradil dlouholetý přítel kapely Diego Verduzco ze skupiny Odum.
2008
Podruhé se IN představili českému publiku v sobotu 19. dubna 2008 v pražském hudebním klubu Rock Café, kde oprášili své "old school" hitovky a zahráli i skladby z nově vyšlého alba Enigma.
V současné době jedou svou koncertní šňůru pod názvem "Unite and Conquer tour 2008" po USA.

## Sestava
Současní členové
- Marcos Leal – zpěv (2019–současnost)
- Ahrue Luster – kytara (2003-stále člen)
- Diego Verduzco – elektrická kytara a akustická kytara (2006-stále člen)
- Lazaro Pina – basa (2000-stále člen)
- Dave Chavarri – bicí (1999-stále člen)
- Daniel Braga Soares Couto – perkuse (2003-stále člen)
- Omar Clavijo – neoficiální sedmý člen, který dělal klávesové nástroje a programing

Bývalí členové
- Cristian Machado – zpěv (2000-2019), Basa (1998-1999)
- Jardel Martins Paisante – bývalý kytarista (2000-2006)
- Marc Rizzo – bývalý kytarista (1999-2003)
- Roger Vasquez – bývalý perkusista (2000-2003)
- Jorge Rosado – bývalý zpěvák (1999-2000)

## Diskografie
Seznam alb a písní.

### Enigma
- 2008: Enigma, počet skladeb 13, délka: 53:57 minut

1. "The Alibi of Tyrants" – 3:51
2. "Pieces of the Sun" – 4:18
3. "Finger Painting (With the Enemy)" – 4:07
4. "March Against Me" – 3:31
5. "Compulsion of Virus and Fever" – 4:25
6. "Formal Obsession" – 4:18
7. "Hot Summer's Tragedy" – 5:10
8. "Me Gusta La Soledad" – 4:34
9. "2012" – 4:28
10. "Guerrilla Carnival" – 3:46
11. "Estoy Perdido" – 3:36
12. "Kellogs, Bombs & Cracker Jacks" – 4:04
13. "De Sangre Hermosa" – 3:59

### The Undercover Session
- 2006: The Undercover Session, počet skladeb 5, délka: 19:18

1. "Arrastra" – 3:20
2. "Zombie Eaters" (feat. Chino Moreno of Deftones) (Faith No More cover) – 5:59
3. "Reservation for Two" (3:15)
4. "Red Rain" (Peter Gabrie cover) – 4:15
5. "Territorial Pissings" (Nirvana cover) – 2:27

### The Best Of
- 2006: The Best Of, počet skladeb 13, délka: 45:03 minut

1. "What Comes Around" – 3:46
2. "Unreal" – 3:33
3. "God Save Us" – 3:39
4. "If You Still Hate Me" – 2:55
5. "Liar" – 3:31
6. "This Time's for Real" – 3:27
7. "How Can I Live" – 3:16
8. "Cleansing" – 3:45
9. "Te Amo...I Hate You" – 3:32
10. "What You Deserve" – 3:00
11. "This Is War" – 3:46
12. "Turns to Gray" – 3:23
13. "Corazon of Mine" – 3:30

### One Nation Underground
- 2005: One Nation Underground, počet skladeb 13, délka: 44:06 minut

1. "This Is War" – 3:46
2. "My Resurrection" – 2:55
3. "What You Deserve" – 3:00
4. "Turns to Gray (ft. Jamey Jasta)" – 3:23
5. "De La Vida" – 4:04
6. "La Liberación of Our Awakening" – 3:44
7. "All I Ask For" – 3:39
8. "Corazón of Mine" – 3:30
9. "Everything Beautiful" – 3:14
10. "In This Moment" – 3:23
11. "My Pleasant Torture" – 4:29
12. "Barely Breathing" – 1:05
13. "Violent Saint" – 3:46

### Confession
- 2003: Confession, počet skladeb 14, délka: 47:07 minut

1. "Te Amo...I Hate You" – 3:33
2. "How Can I Live" – 3:17
3. "Two (Vaya Con Dios)" – 3:23
4. "Unframed" – 3:23
5. "Cleansing" – 3:45
6. "This Time's for Real" – 3:27
7. "Lifeless...Life..." – 2:47
8. "Numb" – 4:06
9. "Have You Ever Felt?" – 3:18
10. "When It Cuts" – 2:48
11. "Letting Go" – 3:18
12. "All the Right Words" – 4:08
13. "Re-Birth" – 2:54
14. "How Can I Live"-"Como Puedo Vivir" (španělská verze) – 3:11

### Revolution, Revolución
- 2001: Revolution, Revolución, počet skladeb: 13, délka: 45:41 minut

1. "God Save Us" – 3:39
2. "If You Still Hate Me" – 2:55
3. "Unreal" – 3:33
4. "Nothing's Clear" – 3:22
5. "What Comes Around" – 3:46
6. "Liar" – 3:31
7. "Rumba" – 3:35
8. "Predisposed" – 4:13
9. "I Am Loco" – 3:30
10. "No Murder" – 3:21
11. "Rip Out Your Eyes" – 2:49
12. "Revolution/Revolución" – 3:30
13. "With You" – 3:57

### Ill Nino EP
- 2000: Ill Nino EP , počet skladeb: 7, délka 23:00 minut

1. "Nothing's Clear" – 3:34
2. "Disposed" – 4:14
3. "Rumba" – 3:25
4. "Fallen" – 3:50
5. "Part of the Signs" – 3:00
6. "El Niño" – 3:36
7. "God Is I" – 2:58

## Videografie
Seznam videoklipů.

### DVD
- 2004: Live From the Eye of the Storm

### Hudební videa
- 2001: God Save Us
- 2001: What Comes Around
- 2001: Unreal
- 2003: How Can I Live
- 2003: This Time’s for Real
- 2005: What You Deserve
- 2005: This is War
- 2008: Alibi of Tyrants
- 2008: Me Gusta La Soledad